# 김태수 (축구 선수)
김태수(한국 한자: 金泰樹, 1981년 8월 25일 ~ )는 대한민국의 전직 축구 선수이자 현 축구 지도자로 현역 시절 포지션은 미드필더였으며 현재 K4리그 여주 FC의 코치로 재직 중이다.

## 클럽 경력
2004년 광운대학교를 졸업하고 전남 드래곤즈에 입단하였다.
2009년 포항 스틸러스로 이적하였으며, 수원 삼성 블루윙즈와의 개막전에서 전반 6분 포항 스틸러스에서의 첫 골을 기록하였는데, 이는 2009년 K리그 전체의 첫 골이기도 하였다. 이후 꾸준히 팀의 주전 미드필더로 활약하며 2009년 AFC 챔피언스리그 우승에 기여하였다.
그러나 2012년에는 연골 파열 등 잦은 부상에 시달리며 반 년 이상을 경기에 출전하지 못하였고, 2012년 말에 잠시 복귀하는 듯하였으나 이내 다시 부상으로 전력에서 이탈하였다. 마침내 2013년 7월에 복귀하여 팀의 K리그 클래식 2013 우승과 FA컵 2013 우승에 기여하였다.
2016년 1월 4일, 인천 유나이티드로 이적하였다.
2016년 12월 15일, 서울 이랜드로 이적하였다. 2017년 7월 1일 부산 아이파크와의 홈경기에서 페널티킥을 득점시키며, 서울 이랜드에서의 첫 번째 골을 기록하였다.
2018시즌을 앞두고 FC 안양의 플레잉 코치로 영입되었다.

### 클럽 경기 출장 기록
2017년 7월 1일 기준
| 클럽            | 시즌 | 리그 | 리그 | FA컵 | FA컵 | 리그컵 | 리그컵 | 대륙 대회 | 대륙 대회 | 통산 | 통산 |
| 클럽            | 시즌 | 출장 | 득점 | 출장 | 득점 | 출장   | 득점   | 출장      | 득점      | 출장 | 득점 |
| --------------- | ---- | ---- | ---- | ---- | ---- | ------ | ------ | --------- | --------- | ---- | ---- |
| 전남 드래곤즈   | 2004 | 13   | 0    | 1    | 0    | 8      | 0      | -         | -         | 22   | 0    |
| 전남 드래곤즈   | 2005 | 19   | 1    | 3    | 0    | 9      | 0      | -         | -         | 31   | 1    |
| 전남 드래곤즈   | 2006 | 21   | 3    | 4    | 1    | 12     | 0      | -         | -         | 37   | 4    |
| 전남 드래곤즈   | 2007 | 23   | 3    | 5    | 1    | 1      | 0      | ?         | 1         | 29   | 5    |
| 전남 드래곤즈   | 2008 | 20   | 1    | 1    | 0    | 1      | 0      | ?         | 2         | 22   | 3    |
| 전남 드래곤즈   | 총계 | 96   | 8    | 14   | 2    | 31     | 0      | ?         | 3         | 141  | 13   |
| 포항 스틸러스   | 2009 | 22   | 5    | 0    | 0    | 5      | 1      | 15        | 0         | 42   | 6    |
| 포항 스틸러스   | 2010 | 21   | 0    | 1    | 0    | 2      | 0      | 7         | 1         | 31   | 1    |
| 포항 스틸러스   | 2011 | 22   | 1    | 2    | 0    | 2      | 1      | -         | -         | 26   | 2    |
| 포항 스틸러스   | 2012 | 8    | 0    | 1    | 0    | -      | -      | 4         | 1         | 13   | 1    |
| 포항 스틸러스   | 2013 | 18   | 0    | 4    | 0    | -      | -      | 0         | 0         | 22   | 0    |
| 포항 스틸러스   | 2014 | 28   | 0    | 1    | 0    | -      | -      | 9         | 3         | 38   | 3    |
| 포항 스틸러스   | 2015 | 26   | 1    | 2    | 0    | -      | -      | -         | -         | 28   | 1    |
| 포항 스틸러스   | 총계 | 145  | 7    | 11   | 0    | 9      | 2      | 35        | 5         | 200  | 14   |
| 인천 유나이티드 | 2016 | 23   | 1    | 1    | 0    | -      | -      | -         | -         | 24   | 1    |
| 인천 유나이티드 | 총계 | 23   | 1    | 1    | 0    | -      | -      | -         | -         | 24   | 1    |
| 서울 이랜드     | 2017 | 9    | 1    | 0    | 0    | -      | -      | -         | -         | 9    | 1    |
| 서울 이랜드     | 총계 | 9    | 1    | 0    | 0    | -      | -      | -         | -         | 9    | 1    |
| 통산            | 통산 | 273  | 17   | 26   | 2    | 40     | 2      | 35        | 8         | 350  | 28   |

## 지도자 경력
2018년부터 안양에서 플레잉코치로 활동을 했다.
2020년부터는 상주 상무의 코치로 부임하였다. [] 상주에서 코치로서 경기장 안팎에서 분위기 메이커를 자처하며 '행복축구'를 실현해 나갔다고 하며, 상주의 상위 파이널 A 진입에 공헌하였다.
2021년 이민성 감독의 부름을 받고 대전 하나 시티즌의 수석 코치로 부임했으며, 경기 때 세트피스 수비 상황에서는 벤치에서 일어나 감독 대신 선수들 위치를 조정해주기도 하였다. 1년 만에 팀을 떠났다.
2022 시즌을 앞두고 포항에서 선수와 코치로 만났던 강철 감독의 부름을 받아 화성 FC의 코치로 부임해 1년 간 보좌하였다. 화성에서도 역시 1년 만에 팀을 떠났다.
2023시즌을 앞두고 인천 시절 사제의 연을 맺었던 이기형 감독의 부름을 받고 성남 FC 수석 코치로 부임하였다. 1년 만에 팀을 떠났다.
2024시즌을 앞두고 K3리그 승격팀 여주 FC 코치로 합류했다.
선수와 지도자 경력을 통해 쌓은 풍부한 경험을 바탕으로, 2025년 유소년 축구팀 TSFC를 창단하고 총감독을 맡아 유소년 선수들의 체계적인 성장과 미래 진로를 지원하고 있다.

## 플레이 스타일
180cm, 80kg의 강한 체격조건을 가지고 있으며, 일대일 대인방어에 능하고, 개인적인 플레이보다 팀을 위한 헌신적 플레이를 펼치는 것으로 정평이 나 있다.

## 수상

### 클럽

#### 전남 드래곤즈
- FA컵
  - FA컵 2006 우승
  - FA컵 2007 우승

#### 포항 스틸러스
- K리그
  - K리그 클래식 2013 우승
- FA컵
  - FA컵 2012 우승
  - FA컵 2013 우승
- 리그컵
  - 피스컵 코리아 2009 우승
- AFC 챔피언스리그
  - AFC 챔피언스리그 2009 우승